# Peter Clos
Peter Clos, magyaros írásmóddal Clos Péter (Brassó, 1703. június 29. – 1771. január 6.) evangélikus lelkész.

## Élete
Tanult szülővárosában és 1723-tól Halléban. 1725 októberétől 1727 márciusáig nevelő volt; 1728 decemberében visszatért Brassóba, ahol 1732. januártól az algimnáziumban tanított és 1739-ben a Karinthiából Brassóba áttelepltek lelkésze lett. 1743-ban a városi templom lelkésze volt; 1741-ben szászmagyarósi, 1753-ban botfalui, majd rozsnyói, s 1754. augusztus 4-én brassói lelkésznek választották. A barcasági káptalanban a dékáni hivatalt 1769. április 25-étől viselte.

## Munkái
- Geistreiches Kronstädtisches Gesangbuch. Kronstadt, 1751. (Kiadásai: 1759, 1768. és 1777.)
- Kéziratban: Assertio brevis jurium inspectoratus Coronensis (1765-ben készült.)
- Petri Clos wahrhaftige Beschreibung seines bis ins Jahr 1771 fortdauernden sehr bedenklichen Lebenslaufes.